# Robert Aubreton
Robert Aubreton (20 de setembro 1909 em Nancy, Meurthe-et-Moselle - 23 de janeiro 1980 em Rouen, Sena Marítimo) foi um helenista francês, codicólogo e professor universitário. Foi no Brasil, de 1952 a 1963, onde desenvolveu o ensino da literatura clássica.

## Biografia

### Origem e formação
Robert Aubreton estudou no Colégio livre de Marcq-en-Barœul (França), e depois os estudos superiores em Paris. Obteve o seu diploma em literatura clássica em 1936 e o seu diploma de estudos superiores em 1937. Aluno titular da École pratique des hautes études (EPHE), discípulo de Alphonse Dain, defendeu a sua principal tese de doutoramento em junho 1950 sobre Demétrio Triclínio e as recensões medievais de Sófocles.
Membro do conselho da Associação de Estudos Gregos de 1945 a 1951, ele também foi tesoureiro da Revue des études grecques de 1946 a 1952.
Ao mesmo tempo, ele lecionou no ensino médio em Paris, no Colégio Stanislas e na Escola Alsaciana, de 1934 a 1951.

## Carreira
Nomeado professor da Universidade de Bordeaux, foi destacado no início de 1952 pela Diretoria de Assuntos Técnicos e Culturais para a Faculdade de Filosofia, Ciências e Letras da Universidade de São Paulo (USP), no Brasil, como responsável pela cátedra de literatura e língua grega. Lá, fundou a primeira biblioteca especializada em estudos gregos e organizou o ensino universitário de grego antigo, a fim de elevá-lo ao nível das universidades estrangeiras. Formou uma primeira equipe de professores de grego na Universidade de São Paulo, mas também em universidades jovens no Estado de São Paulo ( Araraquara, Assis, Bauru, Marília ).
Em 1954 criou a Associação de Estudos Clássicos do Brasil e o Boletim de estudos classicos do Brasil.
A partir de 1956, criou em certas universidades francesas ( Aix-en-Provence, Bordeaux, Lyon, Montpellier, Poitiers, Rennes e Strasbourg ) escolas de leitura de literatura e civilização brasileiras.
Em 1960 foi assessor do Diretor Federal do Ensino Superior do Rio de Janeiro.
De volta à França após onze anos no Brasil, foi professor da Faculdade de Letras da Universidade de Caen, destacado para o Colégio Universitário de Rouen em 1963 e, em seguida, professor titular de grego na criação da Universidade de Rouen em 1964.
Em 1966, criou as Publicações da Universidade de Rouen, que dirigiu de 1966 a 1976, e em particular a revista de estudos austríacos Austriaca.
Eleito para o conselho de administração da UER de Letras, foi vice-presidente da Universidade de Rouen em 1971, reeleito em 1973 e 1975. Estava então domiciliado no n 28 rue Gerson em Mont-Saint-Aignan.

## Obras
- Demetrius Triclinius et les recensions médiévales de Sophocle, Les Belles Lettres, Paris 1949.

- lntrodução a Homero (em português), Editora da Universidade de São Paulo, São Paulo 1956, 2ª edição 1969.
- lntrodução a Hesiodo, Editora da Universidade de São Paulo, São Paulo 1957.
- Os versos de Arquiloco (em português), São Paulo 1958.
- Anthologie Grecque, tomo X: Anthologie Palatine, Livre XI, Epigrammes bachiques et satiriques, Les Belles Lettres, Paris 1972.
- Anthologie Grecque, tomo XIII: Anthologie de Planude, Epigrammes descriptives, Les belles Lettres, Paris 1980.
- Anthologie Grecque, tomo XI: Anthologie Palatine, Livres XII - La Muse Garçonnière de Straton de Sardes, Les Belles Lettres, Paris 1994.

## Publicações
- Scholies inédites sur Sophocle d'après le Neapolitanus II, Berdal, Paris 1951.
- La tradition manuscrite des épigrammes de I'Anthologie grecque, in-Revue des Etudes Anciennes, Annales de la Faculté des Lettres de Bordeaux, 1968.
- Michel Psellos et l'Anthologie Palatine, em l'Antiquité Classique 1969.
- L'Archétype de la tradition planudéenne de l'Anthologie grecque, in-Scriptorium, Revue Internationale des Etudes relatives aux Manuscrits, Tome XXIII, Gand 1969.
- La translitération d'Homère, in-Revue des Etudes grecques 1970.
- La Sylloge Barberino-Vaticana, in-Revue des Etudes Anciennes, Tome LXXXI, 1979.
- La tradition de l'Anthologie Palatine du XVIe au XVIIIe siècle, in-Revue d'Histoire des Textes 1982.

## Sobre o autor
- Pr. Haiganuch Sarian, Robert Henri Aubreton, um mestre fundador, 2021.

## Distinções
- Cidadão Honorário da Cidade de São Paulo (Cidadāo Paulistano),11 septembre 1964 de O primeiro parâmetro é necessário, mas foi fornecido incorretamente! de {{{3}}} .
- Oficial da Ordem Nacional da Cruz do Sul, 1966.
- Doutor Honoris Causa pela Universidade de São Paulo (USP),31 de maio 1967.
- Oficial da Ordem Nacional do Mérito, 1970.
- Grande Distintivo de Ouro da República da Áustria, 1977.
- Comendador da Ordem das Palmas Académicas, 1979.